# Ашуров, Танахум Рувимович
Танаху́м Руви́мович Ашу́ров (1890, Нальчик — 1964, там же) — музыкант-самородок, собиратель и исполнитель фольклорной музыки народов Северного Кавказа. Народный артист Кабардино-Балкарской АССР (1953), Заслуженный артист РСФСР (1957).

## Биография
Родился в 1890 году в Нальчике, в горско-еврейской семье. С юных лет занимался собиранием и пропагандой кавказской этнической музыки.
Вместе с известным гармонистом Хацероном Алхасовым в 1927 году при Кабардино-Балкарском радиокомитете создал национальное трио (Т. Ашуров — зурначи, Х. Алхасов — гармонист, А. Исаков — бубнист), сыгравшее большую роль в популяризации кабардинской, балкарской и татской народной музыки. В начале 1930-х годов был одним из создателей Кабардинского ансамбля песни и танца.
Занял первое место на конкурсе зурначи Кавказа (Баку, 1946).
Является автором нескольких произведений для зурны.

## Награды
- Народный артист Кабардино-Балкарской АССР (1953)
- Заслуженный артист РСФСР (1957)[1]

## Память
Именем музыканта названа улица в районе Искож города Нальчик.

## Комментарии
1. ↑  По другим данным[2], происходил из татов.